# Hinterberg (Ausseerland)
Der Hinterberg (auch Hinterberger Tal) ist eine Kleinregion im Steirischen Salzkammergut (Ausseerland) im Nordwesten der Steiermark. Er umfasste ursprünglich die drei Gemeinden Bad Mitterndorf, Pichl-Kainisch und Tauplitz, welche seit der Gemeindestrukturreform in der Steiermark 2015 zusammengelegt sind. Das Hinterberger Tal liegt seitdem zur Gänze im Gemeindegebiet Bad Mitterndorfs.

## Raumgliederung
Das Hinterberger Tal erstreckt sich östlich des Radlingpasses bis zur Klachauer Höhe und der Engstelle am Grimming. Es wird nördlich vom Toten Gebirge und südlich vom Kemetgebirge und vom Grimming begrenzt. 
Integriert im Ausseerland bildet der Hinterberg das Steirische Salzkammergut. Die Ortschaft Mitterndorf bildet das Zentrum des Hinterberger Tales. Das gesamte Tal ist als Kur- sowie Wintersportdomizil bekannt (Grimming-Therme, Skigebiet Tauplitzalm, Skiflugschanze Kulm).
Eine räumliche Trennung in das Ausseerland und das Hinterberger Tal (Gemeinde Bad Mitterndorf) ist zwar geografisch noch gegeben (Ausseer Becken und Hinterberger Tal), jedoch verwaltungstechnisch nicht mehr relevant. Ebenfalls wird umgangssprachlich in der Region noch vom Hinterberger Tal gesprochen. 
Verwaltungstechnisch ist der Hinterberg jedoch unter der Bezeichnung Ausseerland in allen Ebenen etabliert, was auch das Land Steiermark in deren Raumplanung unterstreicht. Die Gemeinden des Steirischen Salzkammergutes werden in der Steiermärkischen Raumplanung als „Kleinregion Bad Aussee“ bezeichnet und bilden auch den Tourismusverband Ausseerland-Salzkammergut, einen von zehn Einzelverbänden hinter der Dachmarke Salzkammergut sowie den gemeinsamen Regionalverein Ausseerland - Salzkammergut.

## Talwasserscheiden
Das Hinterberger Tal ist eine Talung mit zwei Talpässen zwischen Traun (über Kainischtraun) und Enns (über Salza[bach] und Grimming). 
Die Talwasserscheide Kainischtraun/Salza(bach), und damit Traun/Enns, befindet sich beim Moor Knoppenmoos auf einer Höhe von ca. 812 m ü. A. 
Die Talwasserscheide Salza/Grimming(bach) ist am Westende des Bahnhofs Tauplitz auf 833 m ü. A. (Klachau[er Höhe]).
Man fährt vom Ennstal Grimmingbach aufwärts – Klachau – Krunglbach abwärts – quert Zauchenbach und Salzabach – dann geht es Oberdorfer Bach aufwärts – Schinkengraben und Riedlbach-Traun abwärts und erreicht dann den Engpass der Kainischtraun ins Ausseerland (Kainischtal).
Die Talwasserscheiden im Hinterberger Tal verbinden das Tote Gebirge mit dem Dachsteingebirge: erstere mit dem Dachsteinmassiv, zweitere mit dem Grimmingsolitär. Die Salza quert kurioserweise das Tal, das hier ostwärts läuft, in Nord-Süd-Richtung. Dieser Abschnitt wird speziell Mitterndorfer Becken genannt.
Obschon der Grimmingstock orographisch enger am Toten Gebirge hängt, weil sich die Salza dann tief zum Kemetgebirge des Dachsteins einschneidet (etwa: Salzastausee auf 770 m ü. A., unterhalb 730 m), wird er etwa in der Alpenvereinseinteilung der Ostalpen (AVE) zu zweiterem gerechnet. Das ist auch geologisch angemessen, der Grimming ist ein abgebrochener Teil der gewaltigen Kalkscholle des Dachsteinstocks. Die Talung zur Totengebirgs-Südflanke zum Grimmingstock, das südliche Hinterberg, ist orographisch viel umfassender auserodiert.
Als einzige befahrbare Verbindung vom Ennstal ins Trauntal sind die beiden Pässe durch die Salzkammergutstraße (mit der Variante der alten Salzstraße über den Radlingpass bei Pichl), und die Salzkammergutbahn ausgebaut.

## Klima
|                        | Jan  | Feb  | Mär  | Apr  | Mai  | Jun   | Jul   | Aug   | Sep  | Okt  | Nov  | Dez   |   |         |
| Mittl. Temperatur (°C) | −4,2 | −2,7 | 1,2  | 5,2  | 10,8 | 13,7  | 15,7  | 15,3  | 11,4 | 6,7  | 0,7  | −3,1  | ⌀ | 5,9     |
| Mittl. Tagesmax. (°C)  | 0,9  | 3,1  | 7,5  | 11,7 | 17,6 | 20,1  | 22,3  | 22,3  | 18,5 | 13,5 | 5,8  | 1,3   | ⌀ | 12,1    |
| Mittl. Tagesmin. (°C)  | −8,0 | −6,7 | −3,1 | 0,3  | 4,9  | 8,3   | 10,2  | 10,1  | 6,6  | 2,3  | −2,7 | −6,5  | ⌀ | 1,3     |
|                        |      |      |      |      |      |       |       |       |      |      |      |       |   |         |
| Niederschlag (mm)      | 91,5 | 61,7 | 85,6 | 74   | 96   | 147,4 | 167,9 | 132,1 | 102  | 74,2 | 88,8 | 101,1 | Σ | 1.222,3 |
|                        |      |      |      |      |      |       |       |       |      |      |      |       |   |         |
| Sonnenstunden (h/d)    | 3    | 4    | 5    | 4    | 6    | 5     | 6     | 6     | 6    | 5    | 4    | 2     | ⌀ | 4,7     |
|                        |      |      |      |      |      |       |       |       |      |      |      |       |   |         |
| Regentage (d)          | 16   | 14   | 13   | 16   | 17   | 18    | 18    | 17    | 14   | 13   | 14   | 14    | Σ | 184     |
|                        |      |      |      |      |      |       |       |       |      |      |      |       |   |         |
| Luftfeuchtigkeit (%)   | 4,3  | 4,4  | 5,3  | 6,6  | 9,2  | 11,4  | 13,1  | 13,2  | 10,9 | 8,2  | 5,8  | 4,7   | ⌀ | 8,1     |

| −8,0 |

| −6,7 |

| −3,1 |

| 0,3 |

| 4,9 |

| 8,3 |

| 10,2 |

| 10,1 |

| 6,6 |

| 2,3 |

| −2,7 |

| −6,5 |

| −8,0 |

| −6,7 |

| −3,1 |

| 0,3 |

| 4,9 |

| 8,3 |

| 10,2 |

| 10,1 |

| 6,6 |

| 2,3 |

| −2,7 |

| −6,5 |